# جيمس إدوارد زيمرمان
جيمس إدوارد زيمرمان (بالإنجليزية: James Edward Zimmerman)‏ (و. 1923 – 1999 م) هو فيزيائي، ومهندس من الولايات المتحدة الأمريكية .